# Наррагансетт (Род-Айленд)
Наррагансетт (англ. Narragansett) — город, расположенный в округе Вашингтон, Род-Айленд, США. Население по переписи 2000 года составляет 16 361 человек (25-й по количеству жителей в штате).
Город Наррагансетт расположен на берегу одноимённого залива Наррагансетт, на побережье Атлантического океана, в штате Род Айленд. Своё название город получил по имени индейского народа наррагансетт, населяющего территорию Род Айленда и части Массачусетса.
Первые европейские поселенцы появились на месте нынешнего Наррагансетта не позднее 1675 года. Основными занятиями населения в XVII—XVIII веках здесь было судостроение и транспортные перевозки водным путём. Права города и самостоятельность Наррагансетт получил в 1901 году, до этого подчинялся администрации города Саут-Кингстаун. С конца XIX столетия городок становится известен как морской летний курорт с прекрасными песчаными пляжами. В тёплое время года население Наррагансетта удваивается.
Из порта Наррагансетта осуществляется регулярная паромная связь с находящимся неподалёку островом Блок, где находится природоохранная зона.